# Svalgarn
Svalgarn este o arie protejată (arie specială de conservare — SAC, sit de importanță comunitară — SCI) din Suedia întinsă pe o suprafață de 24,8 ha, integral pe uscat.

## Localizare
Centrul sitului Svalgarn este situat la coordonatele 59°30′35″N 17°30′23″E / 59.5098°N 17.5064°E.

## Înființare
Situl Svalgarn a fost declarat sit de importanță comunitară în decembrie 1995 pentru a proteja un număr necunoscut de specii din flora spontană și fauna sălbatică aflate în arealul zonei. Situl a fost protejat și ca arie specială de conservare în martie 2011.

## Biodiversitate
Situată în ecoregiunea boreală, aria protejată conține 1 habitat natural: Taiga vestică.
La baza desemnării sitului se află un număr nedeclarat de specii protejate.